# Сретович, Марко
Марко Сретович (серб. Marko Sretović / Марко Сретовић; 10 августа 1987, Белград) — сербский хоккеист, крайний правый нападающий шведского клуба «Стенунгсунд» и сборной Сербии.

## Карьера

### Клубная
Он начал свою карьеру в 2006 году, выступая за «Партизан». В течение двух лет в клубе он выиграл два титула чемпиона Сербской хоккейной лиги. Затем в 2008 он перешёл в «Войводину». Проведя год в Нови-Саде, вновь вернулся в «Партизан» и выиграл два титула чемпиона Сербии плюс региональный чемпионат в сезоне 2010/11. В 2017 году играл за «Црвену Звезду» на Кубке Белоруссии.
С 2013 года играет в шведских клубах.

### В сборной
За сборную Сербии и Черногории сыграл только в 2006 году, с 2007 года регулярно участвует во всех чемпионатах мира как во Втором дивизионе, так и в Первом.